# Sœurs de l'Amour de Dieu
Les Sœurs de l'Amour de Dieu (en latin :  Congregatio Sororum Amoris Dei) sont une congrégation religieuse féminine enseignante de droit pontifical.

## Histoire
Après avoir effectué un apostolat auprès du peuple de Cuba et de Porto Rico, le Père Jérôme Usera y Alarcón (1810-1891) retourne en Espagne pour fonder un institut consacré à l'enseignement des jeunes filles. Le 25 avril 1864, il présente les constitutions religieuses à l'évêque de Zamora qui les approuve le lendemain. Le 27 avril suivant à Toro, l'évêque préside la cérémonie de prise d'habit des douze premières religieuses. Micaela Desmaisières López de Dicastillo y Olmeda, fondatrice des servantes adoratrices du Saint-Sacrement et de la Charité, aide Usera pour organiser l'institut.
L'institut obtient le décret de louange le 20 avril 1942 et l'approbation définitive du Saint-Siège le 14 juillet 1947. 
Le fondateur est reconnu vénérable le 28 juin 1999 par le pape Jean-Paul II. Une sœur de la congrégation, Marie Rocio de Jésus Crucifiée (1923-1956) est également reconnue vénérable le 7 février 2014 par le pape François.

## Activités et diffusion
Les sœurs se consacrent principalement à l'enseignement. 
Elles sont présentes en: 
- Europe : France, Allemagne, Espagne, Italie, Portugal.
- Amérique : Brésil, Bolivie, Chili, Cuba, Guatemala, Mexique, Pérou, République dominicaine, États-Unis.
- Afrique : Angola, Cap-Vert, Mozambique.

La maison-mère est à Madrid.
En 2017, la congrégation comptait 768 sœurs dans 100 maisons.